# Madhuca longifolia
Madhuca longifolia é uma árvore tropical indiana amplamente encontrada nas planícies e florestas do centro, sul e norte da Índia, além de Nepal, Myanmar e Sri Lanka. É comumente conhecida como madhūka, mahura, madkam, mahuwa, mohulo, iluppai, mee ou ippa-chettu. Trata-se de uma árvore de crescimento rápido que alcança cerca de 20 metros de altura, com folhagem perene ou semidecídua, pertencente à família Sapotaceae. Adapta-se bem a ambientes áridos e é uma espécie proeminente nas florestas decíduas mistas tropicais da Índia, presente em estados como Maarastra, Orissa, Chatisgar, Jarcanda, Utar Pradexe, Biar, Andra Pradexe, Madia Pradexe, Querala, Guzerate, Bengala Ocidental e Tâmil Nadu.

## Usos
É cultivada em regiões quentes e úmidas por suas sementes oleaginosas (produzindo entre 20 e 200 kg de sementes por ano por árvore, dependendo da maturidade), flores e madeira. A gordura (sólida à temperatura ambiente) é usada para cuidados com a pele, na fabricação de sabões ou detergentes e como manteiga vegetal. Também pode ser utilizada como combustível. Os bolos de sementes, obtidos após a extração do óleo, são excelentes fertilizantes. As flores servem para produzir uma bebida alcoólica na Índia tropical, conhecida por afetar também animais. Diversas partes da árvore, incluindo a casca, têm propriedades medicinais.

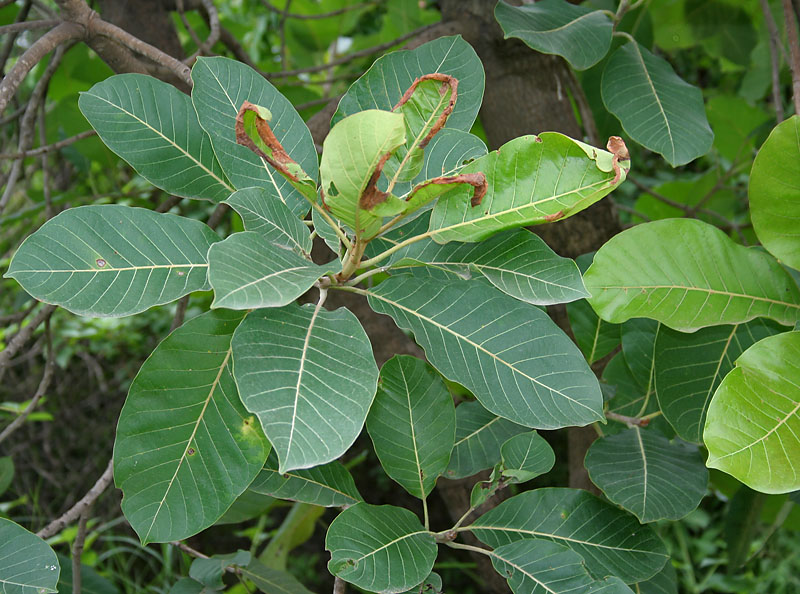
M. longifolia em Haiderabade, Índia

As folhas de Madhuca indica (sinônimo de M. longifolia) são alimento da mariposa Antheraea paphia, que produz seda tussar [en], uma forma de seda selvagem [en] de importância comercial na Índia. Folhas, flores e frutos também são cortados para alimentar cabras e ovelhas. O óleo das sementes de Madhuca indica pode ser usado para sintetizar resinas poliméricas. Em uma tentativa, foi utilizado para preparar resinas de poliuretano tipo alquídica, que são uma boa fonte de revestimentos orgânicos anticorrosivos.
Os tâmeis têm vários usos para M. longifolia (iluppai em tâmil). O ditado "aalai illaa oorukku iluppaip poo charkkarai" sugere que, na ausência de açúcar de cana, a flor de M. longifolia pode ser usada por sua doçura. No entanto, a tradição tâmil alerta que o uso excessivo dessa flor pode desequilibrar o pensamento e até levar à loucura.
Os alcaloides do bolo de prensagem das sementes de mahura são supostamente usados para matar peixes em tanques de aquicultura em algumas partes da Índia. O bolo também fertiliza o tanque, que pode ser drenado, seco ao sol, reabastecido com água e repovoado com alevinos.

## Flores demahura

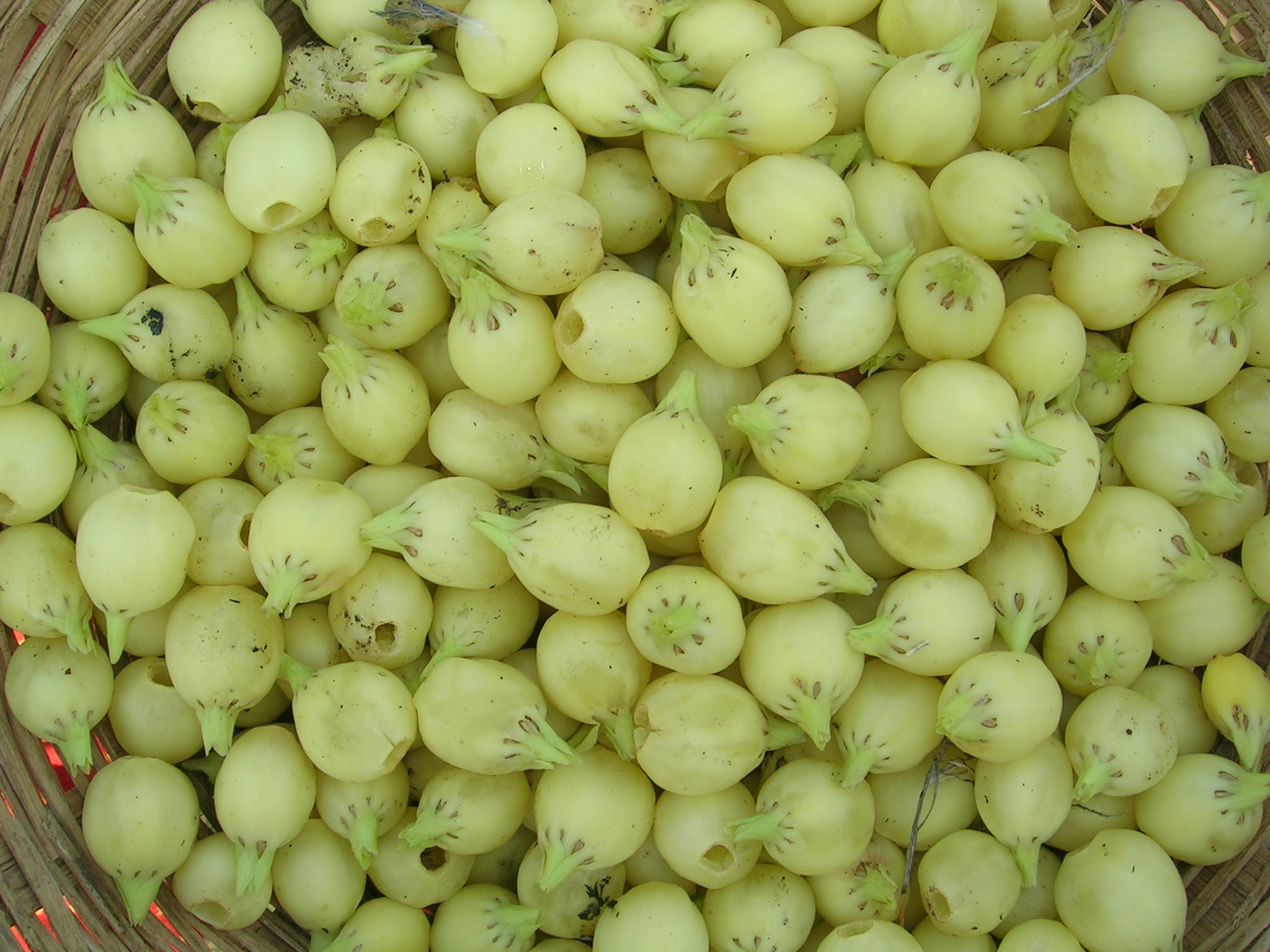
Flores de mahura

As flores de mahura são comestíveis e constituem um alimento para comunidades tribais, que as utilizam para fazer xarope com fins medicinais.
Ricas em açúcares totais, especialmente açúcares redutores, as flores também são fermentadas para produzir a bebida alcoólica conhecida como vinho mahura. Tribos do cinturão central da Índia, como as de Dahanu em Maarastra, Surguja e Bastar em Chatisgar, oeste de Orissa, Santhals de Santhal Paraganas (Jarcanda), Koya do nordeste de Andra Pradexe e Bhil no oeste de Madia Pradexe, consideram a árvore e a bebida mahura parte de sua herança cultural. O mahura é essencial para homens e mulheres tribais durante celebrações.
Os frutos de mahura são um alimento essencial em Maarastra, oeste de Orissa e no cinturão central da Índia, onde a árvore tem grande significado cultural. Diversos pratos são preparados com seus frutos e flores. Em Maarastra e oeste de Orissa, as pessoas oram à árvore durante festivais.
As flores de mahura também são usadas para fabricar geleia por cooperativas tribais no distrito de Gadchiroli, Maarastra.
Em muitas partes de Biar, como vilarejos do distrito de Siwan, as flores de mahura são secas ao sol, moídas em farinha e usadas para fazer diversos tipos de pão.

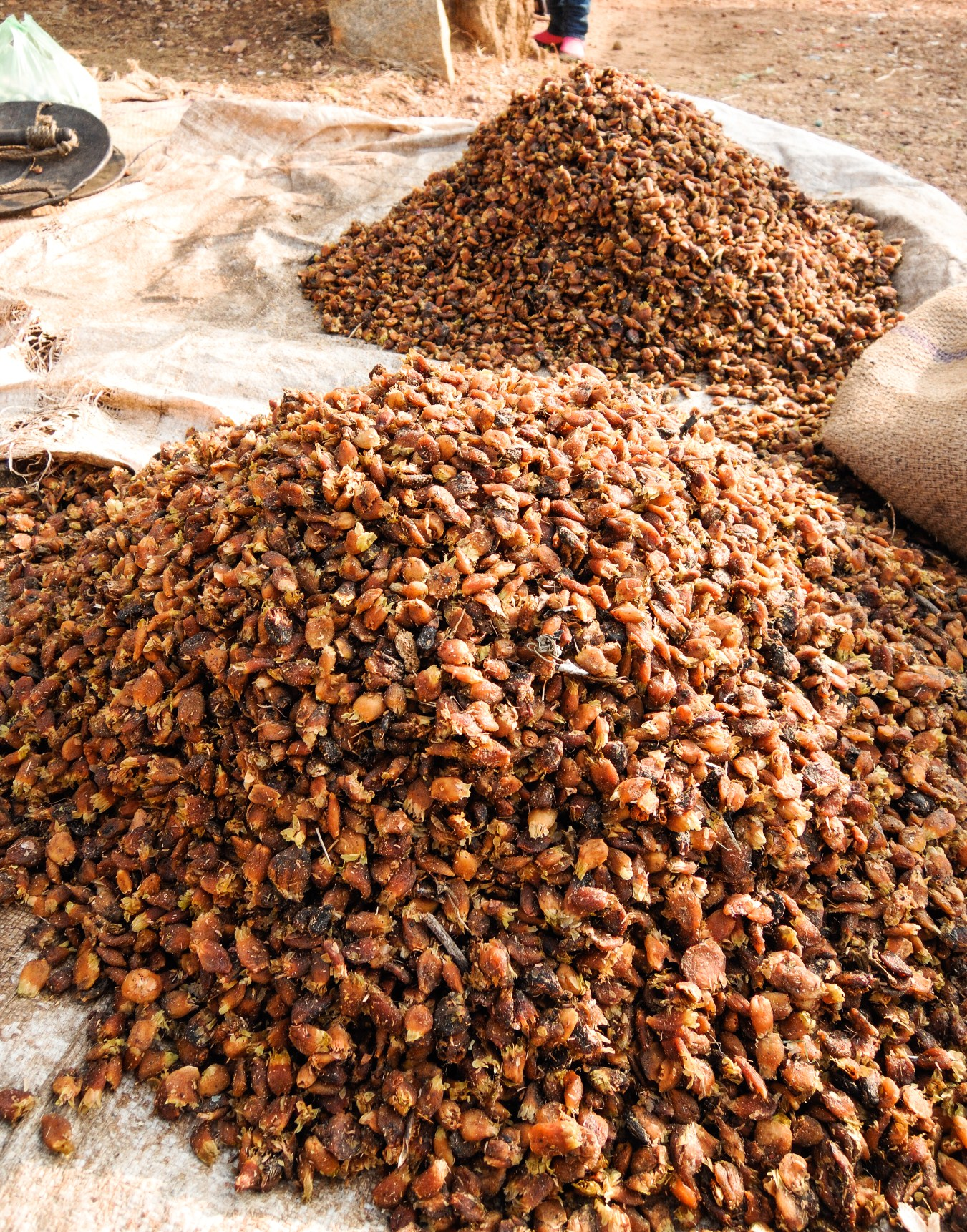
Os locais também usam flores de mahura para fazer vinho

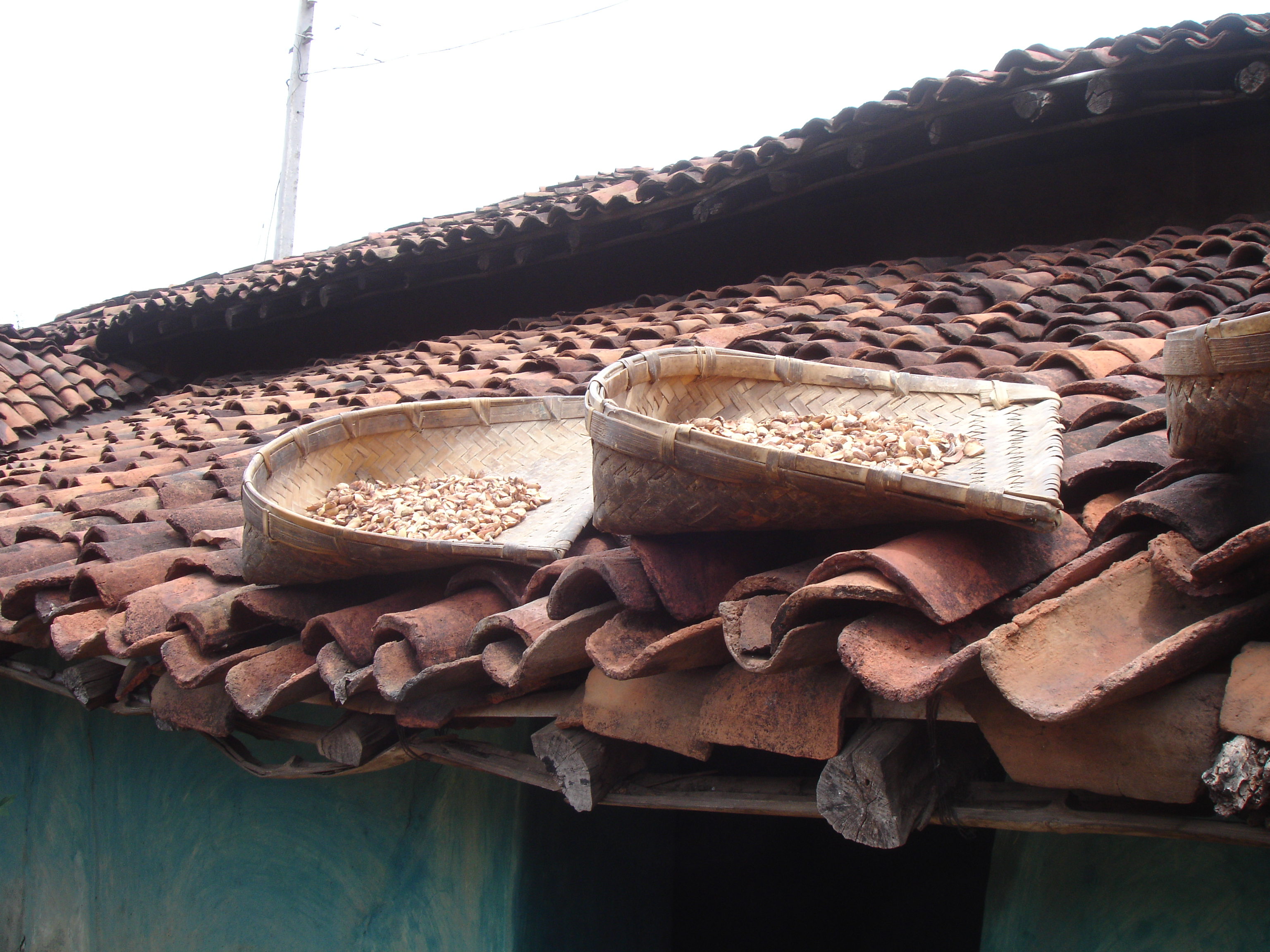
Secagem ao sol de mahura (Madhuca) usando um supa tradicional de bambu em uma vila de Chatisgar, Índia

## Literatura
O vinho preparado com flores de Madhūka (Madhuca longifolia) é mencionado em várias obras da literatura hindu, jainista e budista. Também é citado nos Samhitas do Ayurveda, que o lista entre diferentes tipos de vinho.
''Kali, que está sentada em um lótus vermelho em plena floração, seu belo rosto radiante, observando Mahākāla, que, embriagado pelo delicioso vinho da flor de madhūka, dança diante dela...'' — Mahānirvaņa Tantra

## Árvore sagrada
A árvore Madhūka ou mahura é sagrada em vários templos do sul da Índia, como o Templo Irumbai Mahaleswarar [en], o Templo Iluppaipattu Neelakandeswarar [en], Tirukkodimaada Senkundrur em Tiruchengode [en] e Tiruvanantapura. Acredita-se que o santo-filósofo tâmil Tiruvalluvar tenha nascido sob uma árvore iluppai no Templo Ekambareshwarar [en] em São Tomé de Meliapor, tornando o madhūka a árvore sagrada do santuário de Valluvar dentro do complexo do templo.

## Óleo demahura
- Teor médio de óleo: 32,92 a 57,53%[19]

- Índice de refração: 1,452

- Composição de ácidos graxos (ácido, %): palmítico (C16:0): 24,5; esteárico (C18:0): 22,7; oleico (C18:1): 37,0; linoleico (C18:2): 14,3

- Elementos: carbono (C), cálcio (Ca), nitrogênio (N), magnésio (Mg), fósforo (P), sódio (Na)[20]

O site Trifed, do Ministério dos Assuntos Tribais da Índia, relata: "O óleo de mahura tem propriedades emolientes e é usado em doenças de pele, reumatismo e dores de cabeça. Também é laxante, considerado útil contra constipação habitual, hemorroidas e como emético. Tribos nativas o utilizam como iluminante e fixador de cabelo."
Também foi utilizado como biodiesel.

## Outros nomes
Outros nomes botânicos:
- Bassia longifolia L.

- B. latifolia Roxb.

- Madhuca indica J. F. Gmel.

- M. latifolia (Roxb.) J.F.Macbr.

- Illipe latifolia (Roxb.) F.Muell.

- Illipe malabrorum (Engl.)

- Nota: o gênero autêntico Bassia pertence à Amaranthaceae. Os nomes B. longifolia e B. latifolia são ilegítimos.

Variedades:
- M. longifolia var. latifolia (Roxb.) A.Chev. (=B. latifolia (Roxb))

- M. longifolia var. longifolia

Nomes vernáculos:
- Santali: matkom

- Bengali: mohua (মহুয়া)

- Oriá: "Mahula" (ମହୂଲ)

- Inglês: honey tree, butter tree

- Francês: illipe, arbre à beurre, bassie, madhuca

- Índia: moha, mohua, madhuca, kuligam, madurgam, mavagam, nattiluppai, tittinam, mahwa, mahura, mowa, moa, mowrah, mahuda (Guzerate-મહુડા)

- Marata: "Mahu" e "muvda" na língua tribal local Pawari (Nandurbar, Maarastra) / "Moha"

- Rajastão: "dolma" em mevadi e marwari

- Sri Lanka: මී mee em cingalês

- Tâmil: iluppai (இலுப்பை)

- Telugo: vippa (విప్ప)

- Myanmar: မယ်ဇယ်

- Nepal: Chiuri (चिउरी)

Nomes sinônimos em alguns estados indianos:
- mahura e mohwa na faixa de língua hindi

- mahwa, mahula, Mahula em oriá

- maul em Bengala

- mahwa e mohwro em Maarastra

- mahuda em Guzerate

- ippa puvvu (em telugo: ఇప్ప) em Andra Pradexe

- ippe ou hippe em Carnataca (canarês, illupei ou இலுப்பை em tâmil)

- poonam e ilupa em Querala (malaiala)

- mahula, moha e modgi em Orissa (oriá).[3]

## Diferentes visões e aspectos deM. longifoliavar.latifolia

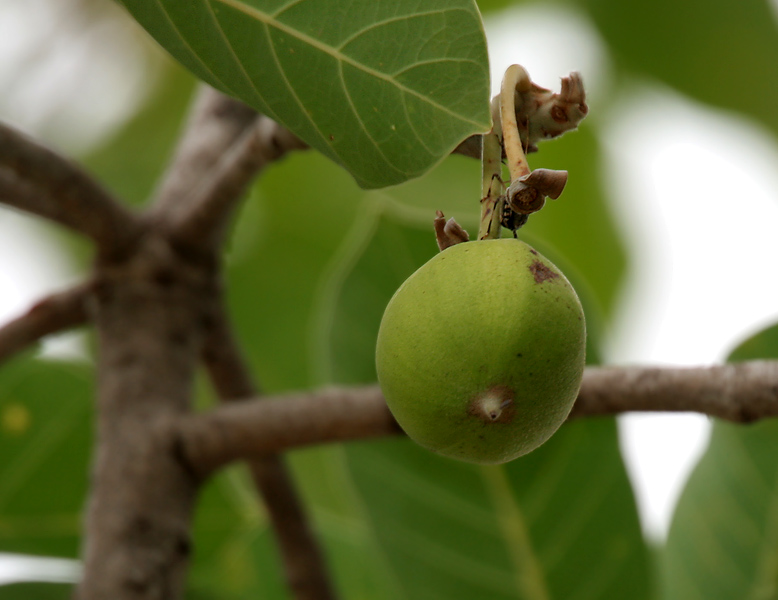
Fruto em Narsapur, distrito de Medak [en], Índia
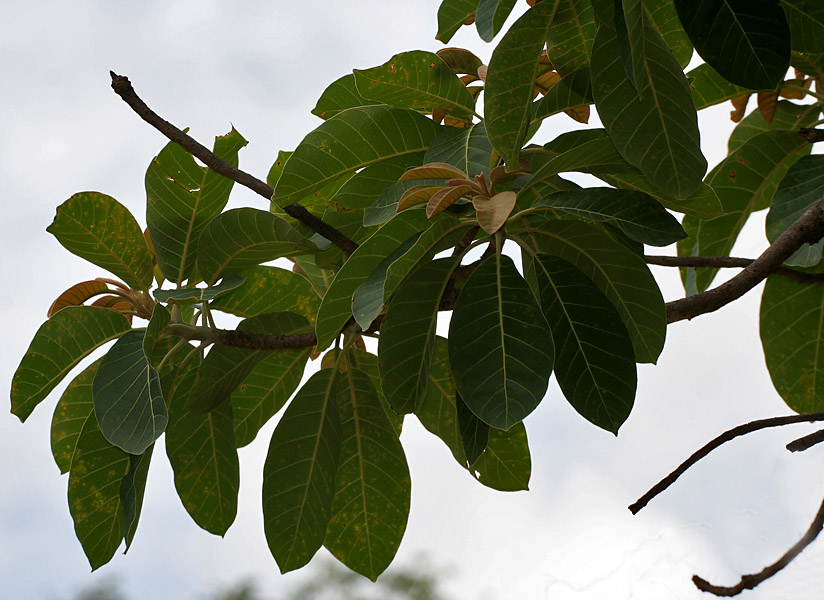
Fruto com folhas em Narsapur, distrito de Medak, Índia
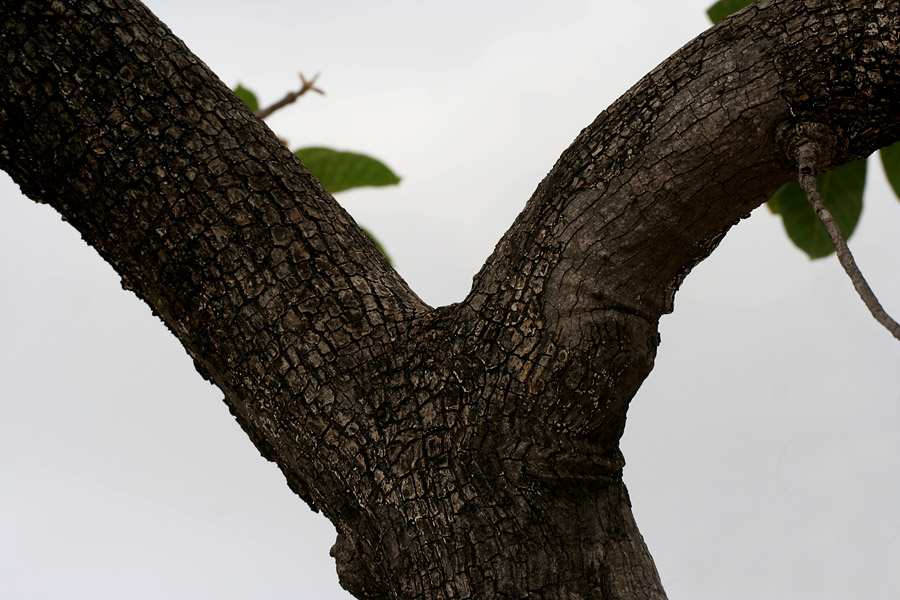
Tronco em Narsapur, distrito de Medak, Índia
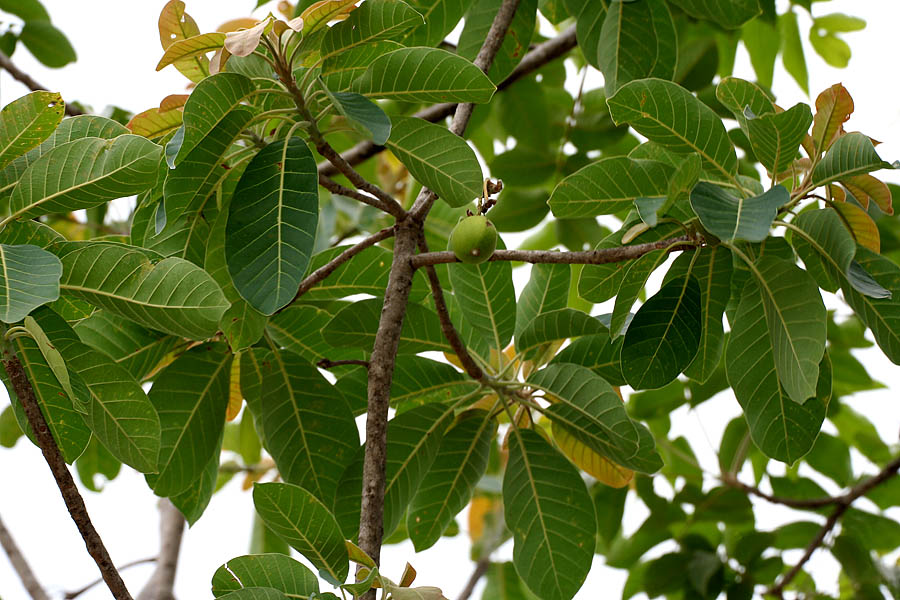
Árvore em Narsapur, distrito de Medak, Índia
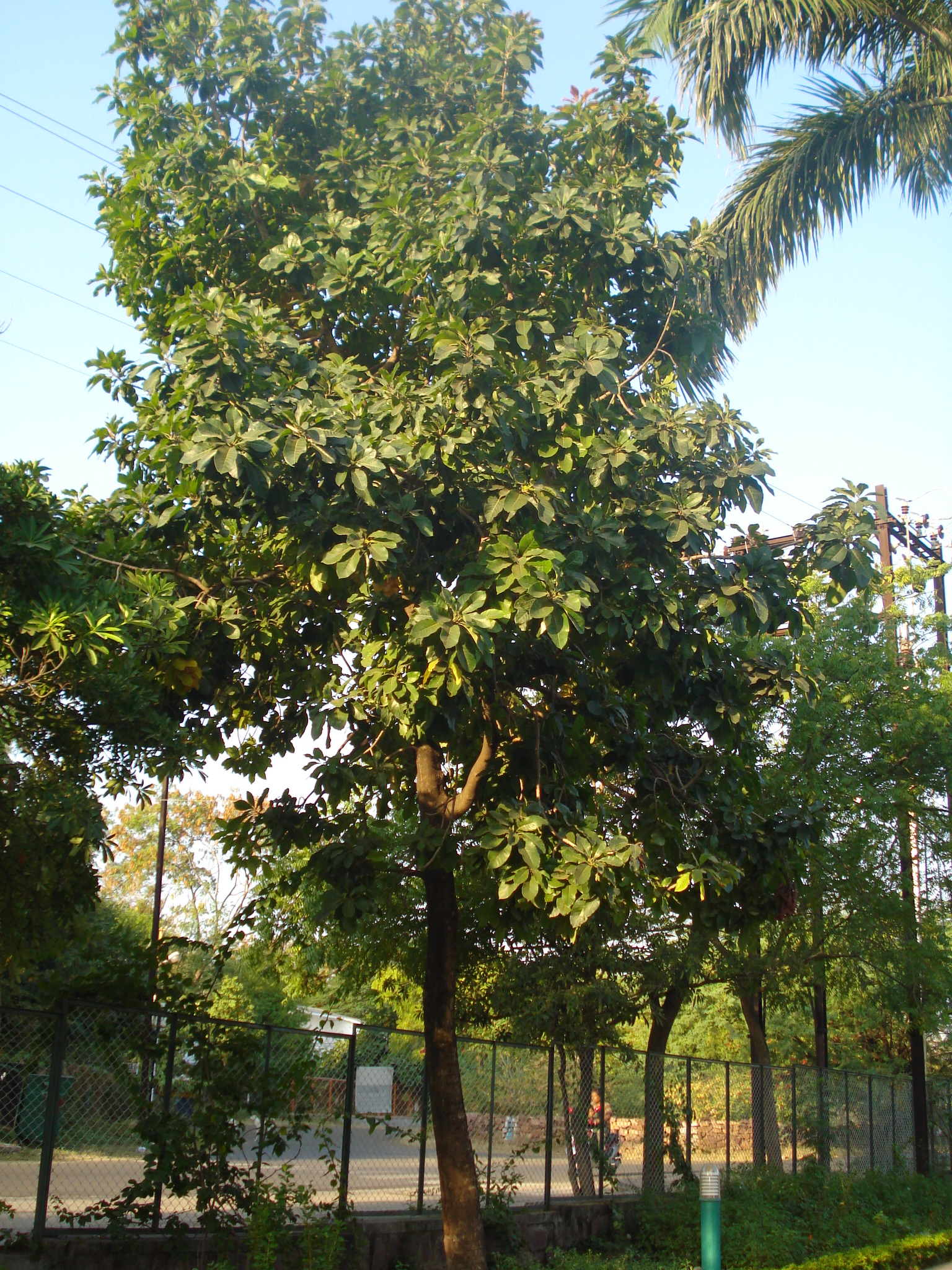
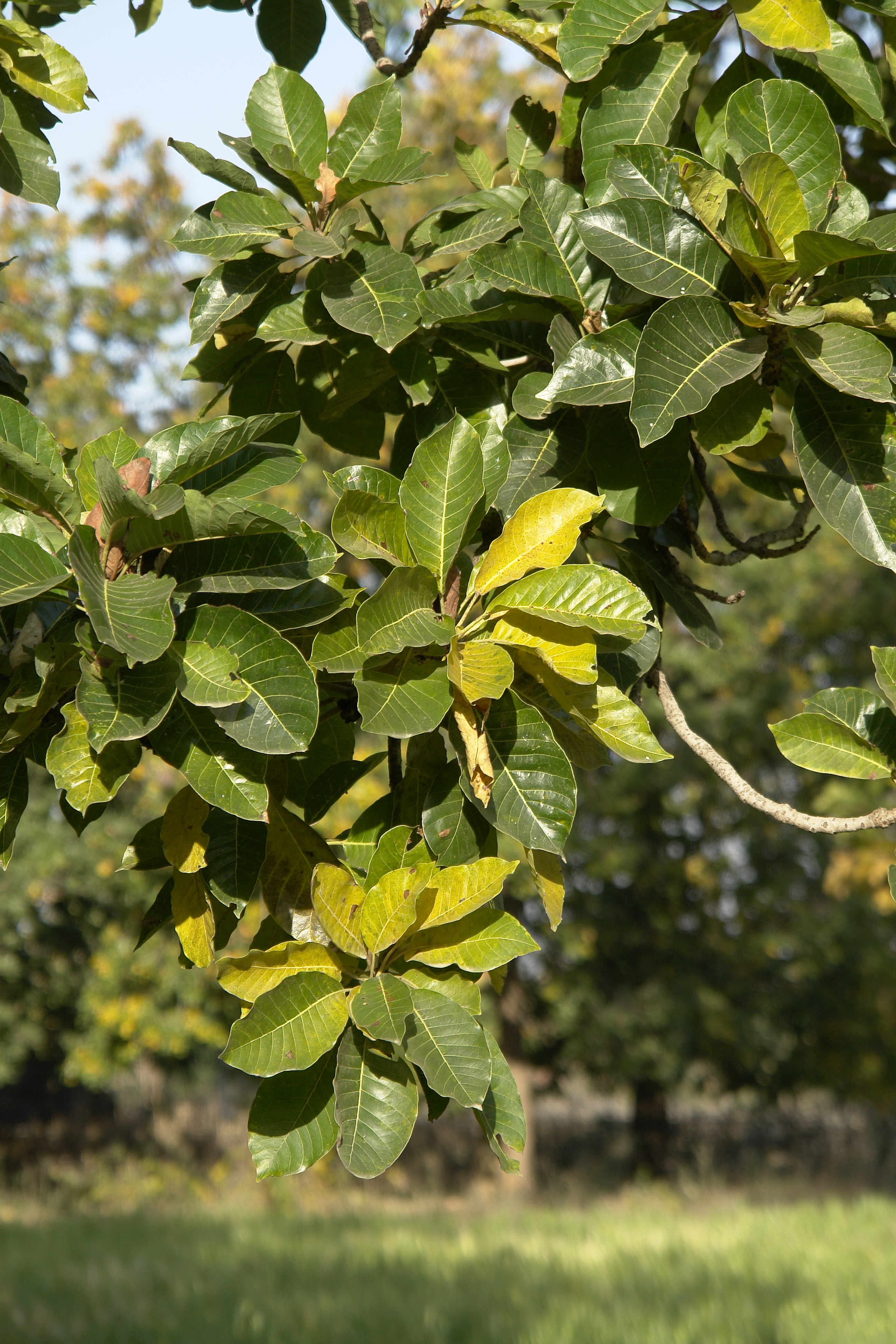
Folhas no distrito de Umaria [en], Madia Pradexe
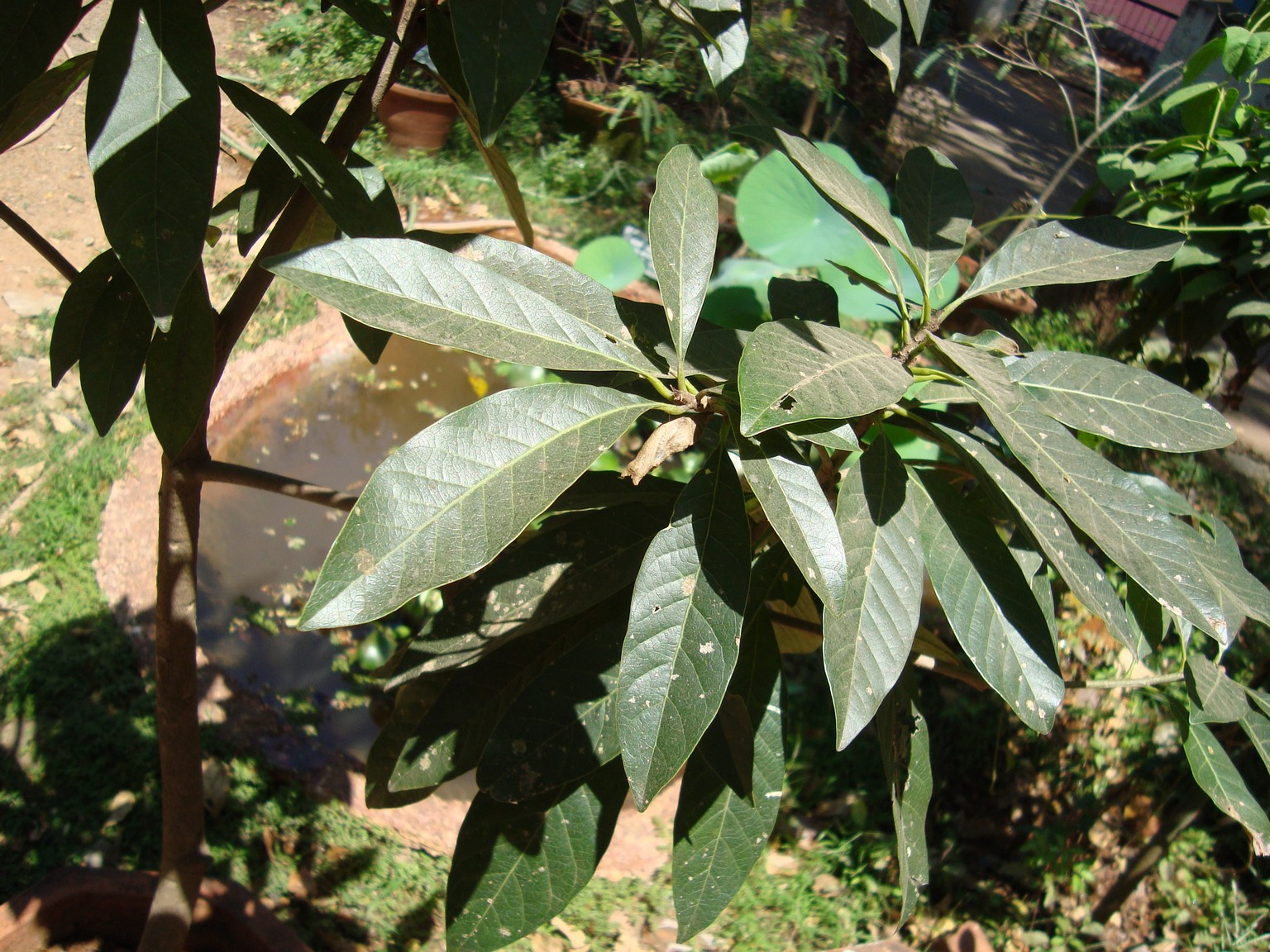
Árvore mahura em Thrissur, Querala, Índia
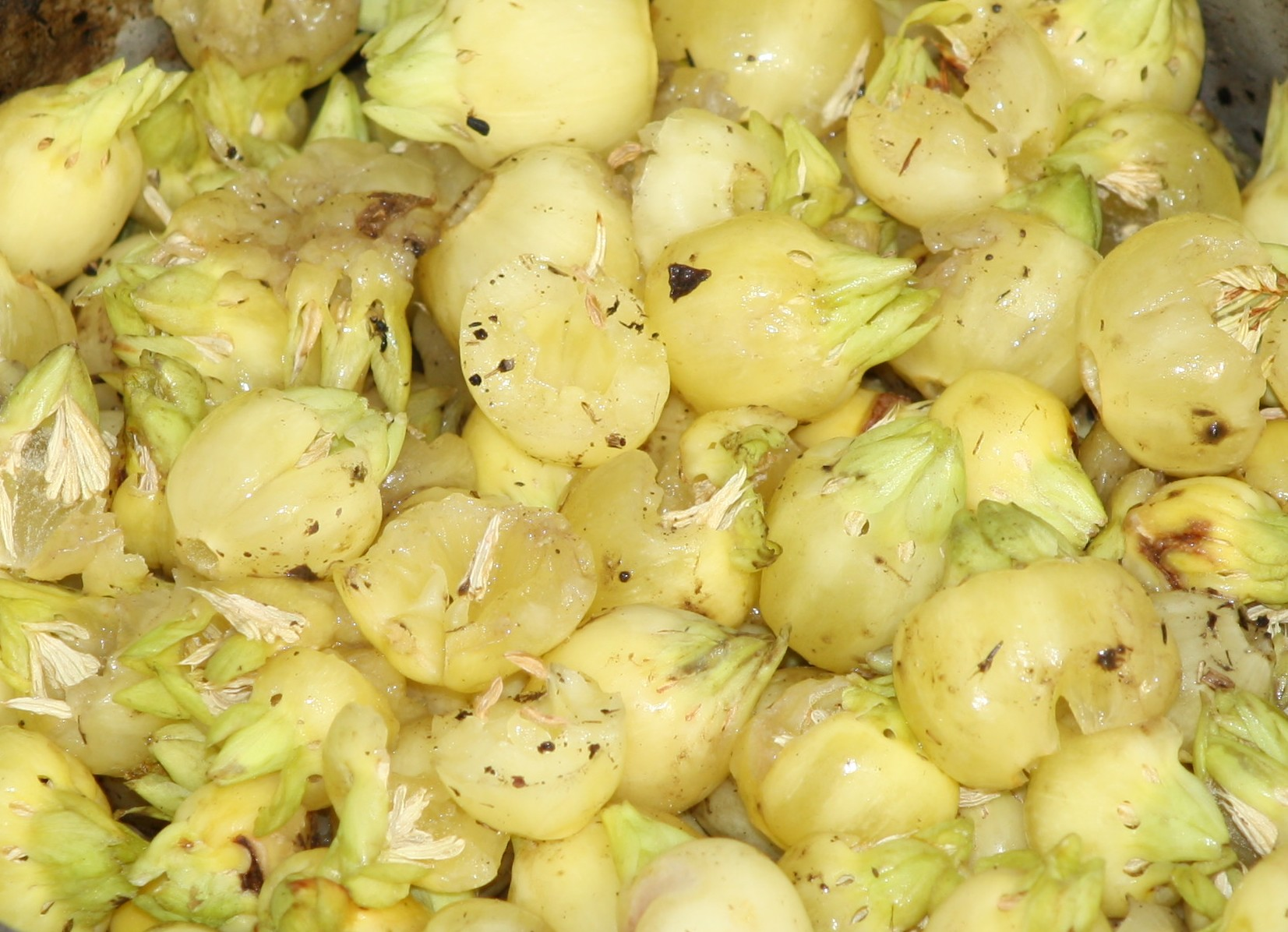
Flores na Reserva de Tigres de Melghat, Maarastra